# Leiocassis macropterus
Leiocassis macropterus är en fiskart som beskrevs av Vaillant 1902. Leiocassis macropterus ingår i släktet Leiocassis och familjen Bagridae. Inga underarter finns listade i Catalogue of Life.